# Przemysław Czarnek

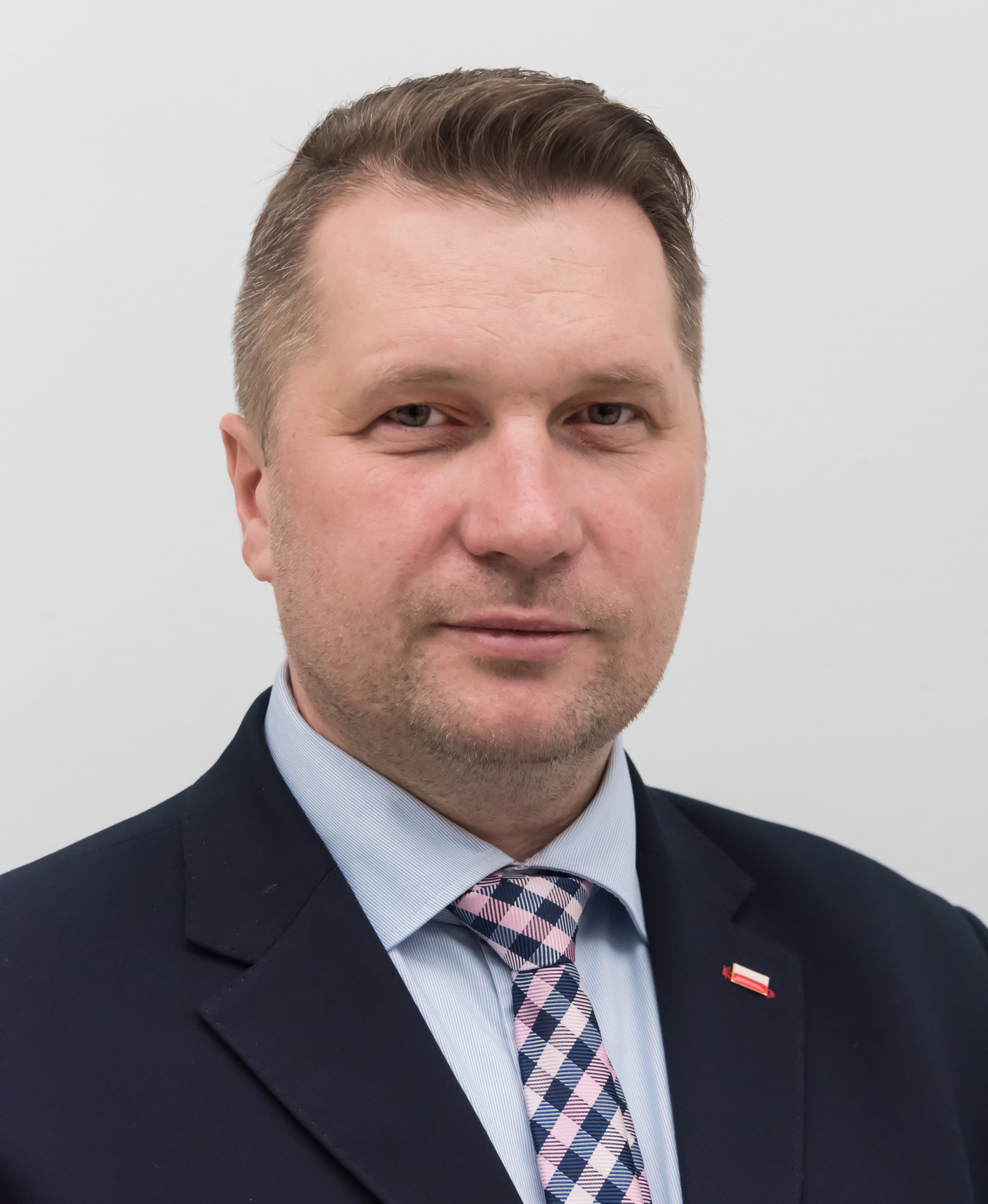
Przemysław Czarnek (2019)

Przemysław Czarnek (* 11. Juni 1977 in Koło) ist ein polnischer Politiker der PiS und vom 19. Oktober 2020 bis zum 27. November 2023 polnischer Minister für Bildung und Wissenschaft im Kabinett Morawiecki II. Sein Nachfolger war Krzysztof Szczucki (ebenso PiS). Zuvor war er von 2015 bis 2019 Woiwode der Woiwodschaft Lublin, dann Abgeordneter der 9. Legislaturperiode im polnischen Sejm. Czarnek ist bekannt für seinen Widerstand gegen LGBT-Rechte, Frauenrechte und Kinderrechte.

## Leben und politische Karriere
Czarnek wuchs in Goszczanów, Kreis Sieradz, auf. Die Mutter war Krankenschwester, der Vater LKW-Fahrer. Im Alter von 15 Jahren zog der Junge nach Lublin zu einem Onkel. Czarnek schloss 2001 ein Jurastudium an der Katholischen Universität Johannes Paul II. in Lublin (KUL) ab, promovierte 2006 im Verfassungsrecht an der KUL und habilitierte sich dort  2015. Er ist verheiratet und Vater von zwei Kindern.
Er wurde am 8. Dezember 2015 zum Woiwoden der Woiwodschaft Lublin ernannt. Bei den polnischen Parlamentswahlen 2019 wurde er zum Abgeordneten gewählt und legte sein Amt als Woiwode nieder.
Czarnek wurde am 1. Oktober 2019 zum Universitätsprofessor an der KUL ernannt.  Er erhielt am 28. Oktober 2019 eine Medaille für Verdienste um die Marie-Curie-Skłodowska-Universität (UMCS). Während der Preisverleihung hielt die Aktivistin Anna Dąbrowska ein Banner mit der Aufschrift „Eine Medaille für den Hasser – Schande“ hoch. UMCS-Mitarbeiter Tomasz Kitliński erklärt in einer Online-Botschaft: „Der Gouverneur der Region Lublin ist stolz darauf, Ukrainer, Muslime, die LGBT-Gemeinschaft und Frauen zu beleidigen, für die er keine andere soziale Rolle als die Fortpflanzung von Kindern sieht.“ Czarnek verklagte Kitlinski wegen Verleumdung eines Amtsträgers.
Czarnek wurde am 19. Oktober 2020 offiziell zum Minister für Wissenschaft und Bildung ernannt. Czarnek will gegen die „Gender-Theorie“, die „Pädagogik der Schande“ und „linke Ideologien“ kämpfen. Er entließ die Direktorin für Schulcurricula und annullierte die Reform des früheren gemäßigteren Ministers für Hochschulbildung, Jarosław Gowin. Am 9. Dezember 2020 ließ er eine Charta der akademischen Freiheit verabschieden, die Akademikern mit extremistischen Positionen vermutlich mehr Spielraum einräumt. Direktoren von 79 polnischen Universitäten gaben eine gemeinsame kritische Erklärung ab, dass die Reformen die Autonomie der Universitäten verletzen und die akademische Freiheit behindern, während sie gleichzeitig die Vermittlung pseudowissenschaftlicher Meinungen an Universitäten ermöglichen. Weitere Akademiker griffen seine politischen Positionen an.
Czarnek verteidigte das pädagogische Schlagen von Kindern durch die Eltern als verfassungskonform. Er steht hinter der umstrittenen Reform des Bildungssystems aus dem Jahr 2022, die im Sinne der politischen Vision der PiS das Bildungssystem zentralisiert und den bisherigen Geschichtsunterricht zugunsten der Zeitgeschichte abschafft. Er erkennt eine ideologische Schlagseite der bisherigen Schule und will gegen verfehlte Sexualkunde und fremde Beeinflussung angehen.
Zu Beginn des Schuljahres 2023/24 wiederholten sich Lehrerproteste gegen die durch die hohe Inflation verschlechterte Bezahlung und die überholte Bildungspolitik.
Er reichte eine Strafanzeige gegen die Anerkennung der ukrainischen Opfer der Armia Krajowa während des Sahryń-Massakers ein.
Unter Czarnek ist das seit 2008 betriebene Projekt Deutsch-Polnisches Geschichtsbuch 2022 durch die gezielte Auswahl von Gutachtern im Zulassungsverfahren für den 4. Band (20. Jahrhundert) vorläufig gestoppt worden.
Der Deutschunterricht für die deutsche Minderheit hat weniger Wochenstunden bekommen.

## Einzelbelege
1. ↑  Życiorys. In: Przemysław Czarnek. Abgerufen am 2. September 2023 (polnisch).
2. ↑  Florian Hassel: Przemysław Czarnek: Polens Bildungsminister mit Feindbildern. 28. Oktober 2020, abgerufen am 2. September 2023.
3. ↑  Polish Politician Dissed Holocaust Commemoration — Then Sued The Curator Who Commissioned It. 13. Dezember 2019, abgerufen am 3. September 2023 (englisch).
4. ↑  En Pologne, un ministre d’extrême droite pour l’éducation nationale. In: Le Monde.fr. 17. Dezember 2020 (lemonde.fr [abgerufen am 3. September 2023]).
5. ↑  https://web.archive.org/web/20210112165407/https://oko.press/79-rektorow-polskich-uczelni-miazdzy-pakiet-wolnosciowy-ministra-czarnka/
6. ↑  Daniel Tilles: Hundreds of academics call for "antisemitic, misogynist" Polish education minister to be fired. In: Notes From Poland. 6. November 2020, abgerufen am 2. September 2023 (amerikanisches Englisch).
7. ↑  Dowodził, że bicie dzieci jest zgodne z konstytucją. Za co poseł Czarnek został profesorem? Abgerufen am 2. September 2023 (polnisch).
8. ↑  Polens Regierung verstärkt Schulüberwachung – DW – 17.01.2022. Abgerufen am 2. September 2023.
9. ↑  Polen: Umstrittene Schul-Reform beschlossen. Abgerufen am 3. September 2023 (deutsch).
10. ↑  Viktoria Großmann: Polen: Lehrerproteste zu Schulbeginn. Süddeutsche Zeitung, 4. September 2023, abgerufen am 21. Januar 2024.
11. ↑  Наше слово: Wywiad wojewody Czarnka - przekroczono czerwoną linię. 23. Juli 2018, abgerufen am 3. September 2023 (ukrainisch).
12. ↑  Gabriele Lesser: Deutsch-polnisches Schulbuch: Länderübergreifender Flop. In: Die Tageszeitung: taz. 24. Mai 2023, ISSN 0931-9085 (taz.de [abgerufen am 3. September 2023]).
13. ↑  Gabriele Lesser: Deutschunterricht in Polen: Eine Minderheit in Geiselhaft. In: Die Tageszeitung: taz. 23. Februar 2022, ISSN 0931-9085 (taz.de [abgerufen am 3. September 2023]).

| Personendaten    | Personendaten        |
| ---------------- | -------------------- |
| NAME             | Czarnek, Przemysław  |
| KURZBESCHREIBUNG | polnischer Politiker |
| GEBURTSDATUM     | 11. Juni 1977        |
| GEBURTSORT       | Koło                 |